# Hèrmies de Cúria
Hèrmies de Cúria (en llatí Hermeias o Hermias, en grec antic Ἑρμείας o Ἑρμίας fou un poeta iàmbic grec nadiu de Cúria a Xipre. Fou contemporani d'Alexandre el Gran. Solament alguns fragments de la seva producció s'han conservat mercès a Ateneu de Naucratis.